# Hans-Joachim Mascheck

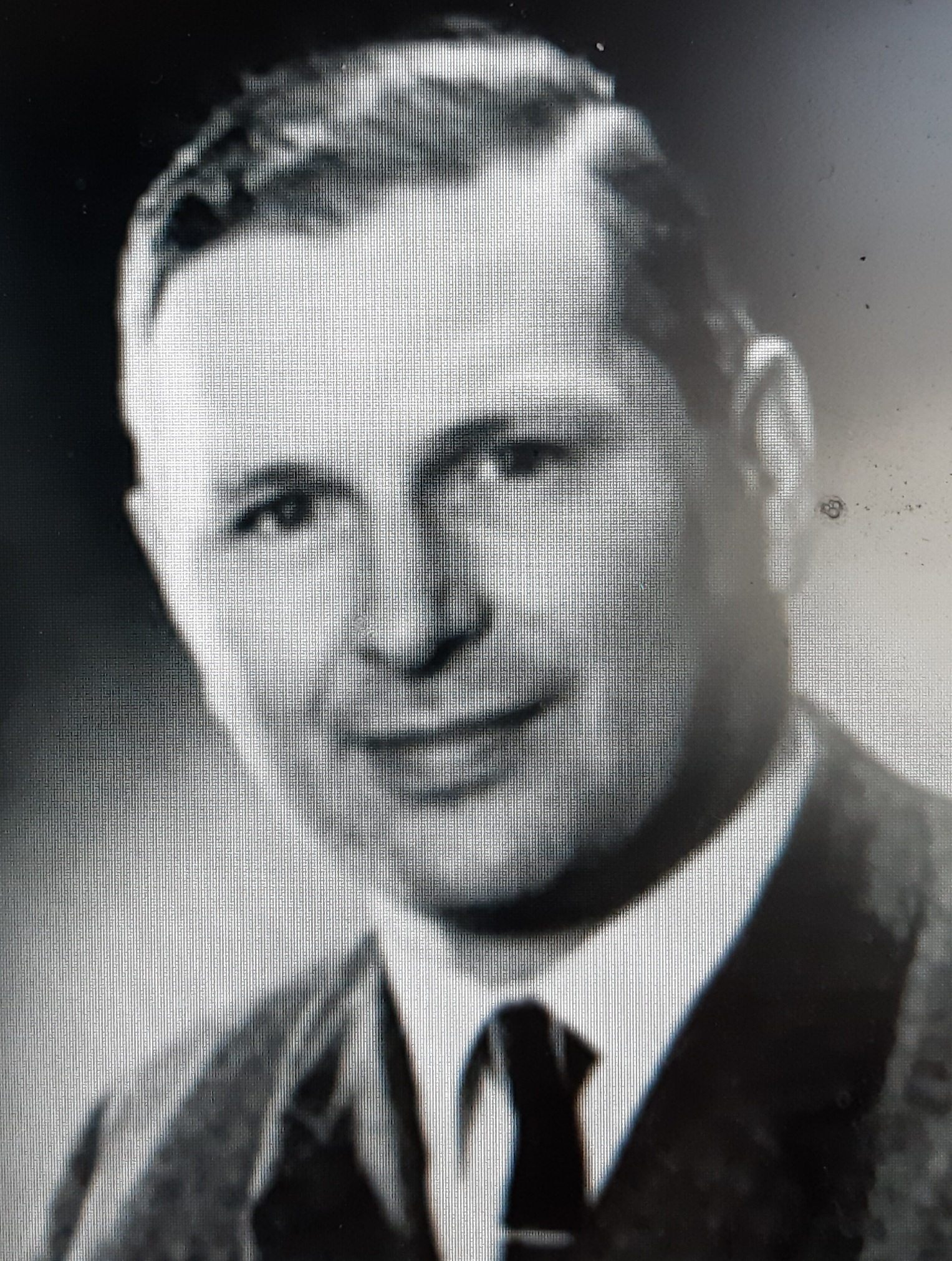
Hans-Joachim Mascheck

Hans-Joachim Mascheck (* 6. März 1924 in Oberoderwitz; † 2. August 2022 in Schwedt/Oder) war ein deutscher Physiker und Ingenieur. Von 1953 bis 1989 war er an der  Technischen Universität Dresden tätig und gehörte von 1956 bis 1989 zum Lehrkörper dieser Universität. Von 1961 bis 1966 nahm er eine Professur für Sondergebiete der Aerodynamik wahr. Zuletzt war er Hochschuldozent für Turbulente Strömungen und Transportvorgänge. Er beschäftigte sich außerdem mit dem Gebiet der Wärme- und Stoffübertragung in Strömungen.

## Leben

### Familie
Hans-Joachim Maschecks Eltern, Johannes Mascheck (1897–1952) und Johanna Mascheck (1899–1985) betrieben in Oberoderwitz die Färberei Oskar Mascheck, die 1887 gegründet und 1895–1896 erweitert worden war. Johannes Mascheck hatte 1920 ein Chemiestudium an der Universität Leipzig begonnen und promovierte 1924 bei Wolfgang Ostwald mit einer Dissertationsschrift auf dem Gebiet der Kolloidchemie. 1924 starb Oskar Mascheck. Sein Sohn Johannes Mascheck übernahm den väterlichen Betrieb. Nach dem frühen Tod von Johannes Mascheck im Jahr 1952 leitete Johanna Mascheck die Färberei bis zu deren vollständiger Verstaatlichung im Jahr 1972.
Hans-Joachim Mascheck legte 1942 am Gymnasium Zittau das Abitur ab und wurde sofort zum Kriegsdienst eingezogen. Nach dem Ende des Zweiten Weltkrieges lernte und arbeitete er zunächst im elterlichen Unternehmen als Garnfärber. Zusammen mit seiner Ehefrau Elisabeth Mascheck hat er zwei Kinder und sechs Enkelkinder. Eine Enkelin ist Franziska Mascheck.

### Wissenschaftliche Laufbahn
Im Oktober 1948 begann Mascheck ein Chemiestudium an der Universität Greifswald. Nach kurzer Zeit entschloss er sich, sein Studium am Institut für Physik dieser Universität fortzusetzen. Mit dem Studienabschluss als Diplom-Physiker entschied er sich für eine weitere wissenschaftliche Ausbildung und Laufbahn und wurde im Oktober 1952 am Physikalischen Institut der Bergakademie Freiberg Assistent von Wilhelm Richter.
Richter wurde bereits im Juni 1953 als Professor an die Fakultät Maschinenwesen der Technischen Hochschule Dresden berufen und Direktor des Instituts für Angewandte Aerodynamik. Mascheck erhielt im Oktober 1953 an diesem Institut eine Stelle als Assistent, wurde Oberassistent und trat eine wissenschaftliche Aspirantur an. Das Institut wurde 1954 der neuen Fakultät für Leichtbau zugeordnet, die 1956 in Fakultät für Luftfahrtwesen umbenannt wurde.
1956 wurde Mascheck mit der Dissertation Die Berechnung der Auftriebsverteilung starrer und elastischer Tragflügel zum Dr.-Ing. promoviert.
Im Herbst 1956 wurde ihm der Lehrauftrag erteilt. Er arbeitete auf dem Gebiet der Turbulenztheorie und der statistischen Physik und hielt Vorlesungen zur Tragflügeltheorie und ab 1959 zusätzlich zur Flugmechanik und zu strömungstechnischen Messverfahren.
Bei der Zusammenarbeit der Technischen Hochschule Dresden mit den Flugzeugwerken Dresden-Baade war Mascheck maßgeblich an der Entwicklung des ersten düsengetriebenen Passagierflugzeugs der DDR beteiligt.
Eines der historisch wichtigsten Teile war das legendäre Triebwerk Pirna 14, mit dem das weltweit erste strahlgetriebene zivile Flugzeug gebaut wurde. Dieses wurde von den deutschen Triebwerksspezialisten (Werner Albring und andere, die aus der Sowjetunion aus den Entwicklungslagern um 1953 entlassen wurden) konzipiert.
Diese Entwicklung wurde von Wilhelm Richter, der von den Nationalsozialisten wegen Geheimnisverrats über die Turbinenentwicklung an England in Brandenburg inhaftiert war, und seiner Gruppe, die sich mit Tragflügelprofilen beschäftigte, unterstützt. In dieser Gruppe arbeitete Mascheck mit und befasste sich zeitlebens mit dem Verständnis der scheinbar zufälligen Bildungs- und Zerfallsprozesse von großen Wirbeln in der Strömung und deren energetischen, informationswissenschaftlichen Grundlagen.
Am 1. Februar 1961 wurde Mascheck mit der Wahrnehmung einer Professur mit Lehrauftrag für Sondergebiete der Aerodynamik beauftragt.
1961 erhielt die Technische Hochschule Dresden den Status einer Technischen Universität. Nach Auflösung der Fakultät für Luftfahrtwesen am 31. August 1961 wurde das Institut für Angewandte Aerodynamik, so hieß es seit Frühjahr 1959, in die Fakultät Maschinenwesen eingegliedert. Zugleich wurde das Fachgebiet Wärme- und Stoffübertragung in das Institut integriert. Mascheck übernahm in den Folgejahren die Vorlesungen Turbulente Strömungen und Austauschvorgänge sowie Versuchstechnik in Strömungskanälen, während Richter Wärme- und Stoffübergang in Strömungen lehrte. Am 1. November 1966 wurde Mascheck mit der Dozentur für Turbulente Strömungen und Transportvorgänge beauftragt und hielt ab Herbst 1967 ebenfalls Vorlesungen zum Wärme- und Stoffübergang in Strömungen.
1968 habilitierte Mascheck an der Technischen Universität Dresden zum Thema Über einige Grundlagen der halbempirischen Berechnungsverfahren in der Strömungstechnik. Er war einer der Ersten, der EDV-Programme zur Turbulenz erarbeitete.
Mit der 3. Hochschulreform 1968 wurde das Institut für Angewandte Aerodynamik mit seinen Fachgebieten Turbulente Strömungen und Transportvorgänge und Wärme- und Stoffübertragung in Strömungen dem Fachbereich Wärmetechnik/Kraftwerkstechnik innerhalb der Sektion Energieumwandlung der Technischen Universität Dresden zugeordnet. Die bisherigen Amtsbezeichnungen „Wahrnehmung einer Professur“ und „Wahrnehmung einer Dozentur“ entfielen. Hochschullehrer wurden ausschließlich vom Minister für Hoch- und Fachschulwesen entweder als ordentliche Professoren oder als Hochschuldozenten berufen. Nach dieser Neuregelung erhielt Mascheck 1969 die Berufung zum Hochschuldozenten für Turbulente Strömungen und Transportvorgänge.
1971 wurde Richter emeritiert und der Fachbereich Wärme- und Stoffübertragung in Strömungen an Mascheck übergeben, der diese Arbeitsgruppe bis 1983 auch leitete. 1977 wurden die Lehrgebiete Turbulente Strömungen und Transportvorgänge und Wärme- und Stoffübertragung in Strömungen innerhalb der Sektion Energieumwandlung dem Institut für Angewandte Strömungstechnik zugeordnet.
Entsprechend den Vorgaben der Hochschullehrerberufungsverordnung wurde Mascheck mit Vollendung des 65. Lebensjahres im März 1989 als Hochschuldozent in den Ruhestand versetzt.
Mascheck gehörte zu den ersten Wissenschaftlern der Strömungsmechanik, der die in den 1940er bis 1960er Jahren erarbeiteten Turbulenzmodelle von Andrei Nikolajewitsch Kolmogorow, Ludwig Prandtl, Julius C. Rotta, D. Brian Spalding, Francis H. Harlow und anderer Wissenschaftler untersuchte und danach neue Lösungsansätze zur mathematisch-numerischen Berechnung turbulenter Strömungen entwickelte.
Zudem beschäftigte er sich im Rahmen der Turbulenzforschung und der statistischen Physik seit 1968 mit der Anwendung der Shannon-Theorie auf die Lösung von Strukturproblemen. Nach der Versetzung in den Ruhestand führte er diese Arbeiten fort und befasste sich seit 2000 bis Mitte der 2010er-Jahre mit damit zusammenhängenden Fragen in der philosophischen Wissenschaftstheorie und Sprachphilosophie.

## Schriften (Auswahl)
- Die Prandtlsche Theorie der tragenden Linie: eine kurze Einführung. Dresden 1956.
- Zur Berechnung der Druckverteilung an Strahlflügelprofilen. In: Wissenschaftliche Jahrestagung der Gesellschaft für Angewandte Mathematik und Mechanik in Freiberg (Sachsen) (19.–23. April 1960). 1960, S. T140-T142, doi:10.1002/zamm.19600401352.
- Die ebene laminare Strömung in Kanälen und in der Umgebung von Ecken bei kleinen Reynoldszahlen. In: Zeitschrift für angewandte Mathematik und Mechanik 46, 1966, S. 400–402.
- Über einige Grundlagen der halbempirischen Berechnungsverfahren in der Strömungstechnik. Habilitationsschrift Technische Universität Dresden 1968.
- Grundlagen der Wärme- und Stoffübertragung mit 4 Tabellen. Deutscher Verlag für Grundstoffindustrie, Leipzig 1979, 2. überarbeitete Auflage 1983.
- Die Informationsentropie als Grundlage für eine Strukturtheorie der Turbulenz und die Entwicklung von Berechnungsverfahren 1988.[22]
- Wärme- und Stoffübertragung. Lehrbrief 2. Bilanzen und theoretische Lösungen. Zentralstelle für das Hochschulfernstudium, Leipzig 1992.